# Francisco Carlos de Araújo Brusque
Francisco Carlos de Araújo Brusque (Porto Alegre, 24 de maio de 1822 — Pelotas, 23 de setembro de 1886) foi um político brasileiro.
Descendente da nobreza italiana (sendo “Bruscci” o seu sobrenome original que, a partir de 1846, foi abrasileirado para “Brusque”) e portuguesa, era irmão de José de Araújo Brusque, que foi deputado provincial e juiz no Rio Grande do Sul. Diplomou-se na Faculdade de Direito de São Paulo. Ao retornar ao Rio Grande do Sul, filiou-se ao Partido Liberal, sendo eleito diversas vezes à assembleia provincial e à geral.
Foi presidente da província de Santa Catarina, nomeado por carta imperial de 6 de setembro de 1859, governando de 21 de outubro de 1859 a 17 de abril de 1861, quando passou o cargo para o terceiro vice-presidente João José de Andrade Pinto, que governou interinamente até 26 de abril do mesmo ano. Foi também presidente da província do Pará, de julho de 1861 a 1 de novembro de 1863.
Foi ministro da Marinha de 31 de março a 31 de agosto de 1864, e ministro da Guerra de 31 de maio a 31 de agosto de 1864, pouco antes da Guerra do Paraguai (ver Gabinete Zacarias de 1864).
Acompanhou pessoalmente os primeiros imigrantes que se instalaram na Colônia Itajahy em 1860, o atual município de Brusque.